# Institut d'informatique et mathématiques appliquées de Grenoble
 (mai 2025).
Motif : Insuffisance en matière de sources secondaires requises. Cf WP:CAA 
- Archive Wikiwix
- Bing
- Cairn
- DuckDuckGo
- E. Universalis
- Gallica
- Google
- G. Books
- G. News
- G. Scholar
- Persée
- Qwant
- (zh) Baidu
- (ru) Yandex
- (wd) trouver des œuvres sur Wikidata

| 1. | Préciser le motif de la pose du bandeau. | Précisez le motif de la pose du bandeau en utilisant la syntaxe suivante : {{admissibilité à vérifier\|date=mai 2025\|motif=remplacez ce texte par le motif}}                                                                        |
| 2. | Informer les utilisateurs concernés.     | Pensez à avertir le créateur de l'article, par exemple, en insérant le code ci-dessous sur sa page de discussion : {{subst:avertissement admissibilité à vérifier\|Institut d'informatique et mathématiques appliquées de Grenoble}} |

L'IMAG (Informatique et Mathématiques Appliquées de Grenoble) était jusqu'au 1er janvier 2007 une fédération d'unités de recherche du CNRS, de l'Institut polytechnique de Grenoble et de l'université Joseph-Fourier, implantées sur plusieurs sites de l'agglomération grenobloise. Depuis mai 2016, l'acronyme IMAG est le nom du nouveau bâtiment de la recherche en informatique sur le domaine universitaire de Grenoble.

## Historique
Créé en 1988, l'institut IMAG fédérait plusieurs laboratoires grenoblois en informatique et mathématiques appliquées. La Fédération IMAG (FR 071) était composée de huit unités mixtes de recherche (UMR) placées sous la cotutelle du CNRS (département Sciences et Technologie de l'Information et de la Communication et département Sciences Physiques et Mathématiques), de l'Institut national polytechnique de Grenoble (INPG) et de l'université Joseph Fourier (UJF). Deux de ces unités (GRAVIR et ID) étaient en outre associées à l'INRIA. Mais la création de l’ENSIMAG (École nationale d’informatique et de mathématiques appliquées de Grenoble) et de l’IMAG, Institut de mathématiques appliquées de Grenoble, remonte à 1960 et dès 1970, alors que la communauté scientifique grenobloise est menée par Louis Néel, directeur du CENG, et Prix Nobel de Physique, débute la coopération entre cet IMAG et l’IRIA, futur Inria. Dès 1984, dans le sigle "Imag" la lettre i désigne informatique.
Depuis le 1er janvier 2007, l'IMAG ne coordonne plus l'activité des laboratoires, et ne constitue plus qu'une agence de moyens, au service de ces derniers. Cette évolution a notamment vu la naissance du laboratoire d'informatique de Grenoble et du Laboratoire Jean Kuntzmann, qui sont en partie constitués d'anciennes équipes de recherche de l'IMAG.
En 2016, un nouveau bâtiment de 14 700 m2 est construit sur l'extrémité de l'avenue Centrale en partenariat public-privé dans le cadre de l'opération campus. Celui-ci accueille les personnels du laboratoire d'informatique de Grenoble, du Laboratoire Jean Kuntzmann et du laboratoire VERIMAG. Une consultation est lancée auprès des personnels et le nom choisi pour l'édifice est IMAG, en référence à l'ancien institut IMAG.

## Rôle
Cette fédération représentait une communauté de plus de 850 personnes dont 40 % de doctorants. Les enseignants-chercheurs et les chercheurs participaient aux formations en informatique et mathématiques appliquées du site.
La fédération coordonnait la politique scientifique et la politique d'affectation des moyens de la communauté. Par ailleurs, elle organisait l'émergence, l'évaluation et le suivi scientifique de projets IMAG qui en soulignent les principaux axes de recherche. En outre, elle gérait les moyens communs des unités de recherche, les réseaux et moyens informatiques, une bibliothèque et d'autres services mutualisés.

## Les unités mixtes de recherche
Les laboratoires suivants ont été fermés au 1er janvier 2007, et leurs équipes réparties entre le Laboratoire d'informatique de Grenoble, le Laboratoire Jean Kuntzmann et le laboratoire G-SCOP.
- CLIPS (UMR 5524) : Communication Langagière et Interaction Personne-Système
- GRAVIR (UMR 5527) : Informatique Graphique, Vision, Robotique
- ID (UMR5132) : Informatique et Distribution
- LEIBNIZ (UMR 5522) : Mathématiques discrètes, recherche opérationnelle, informatique théorique, systèmes cognitifs
- LMC (UMR 5523) : Laboratoire de Modélisation et Calcul
- LSR (UMR 5526) : Logiciels, Systèmes, Réseaux

Les laboratoires suivants sont indépendants au niveau scientifique depuis le 1er janvier 2006.
- TIMC-IMAG (UMR 5525) : Techniques en Imagerie, Modélisation, Cognition
- VERIMAG (UMR 5104) : Vérification et temps réel